# KTH Krynica
Le KTH Krynica est un club de hockey sur glace de Krynica-Zdrój dans la voïvodie de Petite-Pologne en Pologne. Il évolue dans le Championnat de Pologne de hockey sur glace.

## Historique
Le club est fondé en 1928.

## Palmarès
- Vainqueur de l'Ekstraliga[1] : 1950.
- Vainqueur de la I Liga : 1975, 2006.